# Maurice Croghan
Maurice Croghan (né le 19 novembre 1914 à Montréal au Canada - mort le 7 février 1979) est un joueur professionnel canadien de hockey sur glace qui évoluait au poste de défenseur.

## Biographie
Croghan commence sa courte carrière professionnelle avec les Maroons de Montréal et participe à la dernière saison de la franchise dans la Ligue nationale de hockey. Il joue ensuite sa deuxième et dernière saison professionnelle avec les Reds de Providence et les Indians de Springfield dans l'International American Hockey league.

## Statistiques
| Saison     | Équipe                   | Ligue       |    | Saison régulière | Saison régulière | Saison régulière | Saison régulière | Saison régulière |   | Séries éliminatoires | Séries éliminatoires | Séries éliminatoires | Séries éliminatoires | Séries éliminatoires |
| Saison     | Équipe                   | Ligue       | PJ | B                | A                | Pts              | Pun              | PJ               | B | A                    | Pts                  | Pun                  |                      |                      |
| 1933-1934  | Royals de Montréal Jr    | LHJQ        | 6  | 2                | 1                | 3                | 14               | 4                | 3 | 0                    | 3                    | 19                   |                      |                      |
| 1934-1935  | Maple Leafs de Verdun Jr | LHJQ        | 6  | 1                | 0                | 1                | 6                | 6                | 3 | 1                    | 4                    | 6                    |                      |                      |
| 1934-1935  | Royals de Montréal       | MCHL        | 20 | 2                | 0                | 2                | 14               | 7                | 0 | 2                    | 2                    | 6                    |                      |                      |
| 1935-1936  | Maple Leafs de Verdun Jr | LHJQ        | 4  | 0                | 4                | 4                | 0                | 2                | 2 | 0                    | 2                    | 4                    |                      |                      |
| 1935-1936  | Maple Leafs de Verdun    | MCHL        | 1  | 0                | 0                | 0                | 0                | 7                | 0 | 0                    | 0                    | 0                    |                      |                      |
| 1936-1937  | As de Québec             | LHSQ        | 24 | 1                | 9                | 10               | 34               | 6                | 1 | 2                    | 3                    | 2                    |                      |                      |
| 1936-1937  | As de Québec             | Coupe Allan | 5  | 1                | 3                | 4                | 6                |                  |   |                      |                      |                      |                      |                      |
| 1937-1938  | Maroons de Montréal      | LNH         | 16 | 0                | 0                | 0                | 4                |                  |   |                      |                      |                      |                      |                      |
| 1937-1938  | Royals de Montréal       | MCHL        | 1  | 0                | 0                | 0                | 0                |                  |   |                      |                      |                      |                      |                      |
| 1938-1939  | Reds de Providence       | IAHL        | 13 | 0                | 1                | 1                | 6                |                  |   |                      |                      |                      |                      |                      |
| 1938-1939  | Indians de Springfield   | IAHL        | 16 | 0                | 1                | 1                | 10               | 3                | 0 | 0                    | 0                    | 0                    |                      |                      |
| 1939-1940  | Victorias de Montréal    | MCHL        | 11 | 0                | 1                | 1                | 4                |                  |   |                      |                      |                      |                      |                      |
| 1940-1941  | Royals de Montréal       | LHSQ        | 20 | 1                | 1                | 2                | 27               |                  |   |                      |                      |                      |                      |                      |
| Totaux LNH | Totaux LNH               | Totaux LNH  | 16 | 0                | 0                | 0                | 4                |                  |   |                      |                      |                      |                      |                      |